# NGC 5869
NGC 5869 é uma galáxia lenticular (S0) localizada na direcção da constelação de Virgo. Possui uma declinação de +00° 28' 13" e uma ascensão recta de 15 horas, 09 minutos e 49,4 segundos.
A galáxia NGC 5869 foi descoberta em 24 de Fevereiro de 1786 por William Herschel.